# Coopérative des artistes du Nouvel-Ontario
Ne doit pas être confondu avec CANO.
La Coopérative des artistes du Nouvel-Ontario (CANO) était un regroupement d’artistes de la scène et visuels franco-ontariens ayant existé dans les années 1970. Fondée à Sudbury dans le Nouvel-Ontario ou Nord de l'Ontario, la Coopérative fut un élément essentiel de l'essor de la culture franco-ontarienne. À la suite de la montée du nationalisme québécois, de l’éclatement institutionnel du Canada-Français, un groupe de jeunes de la région de Sudbury, sous l’égide de Pierre Bélanger, fonde en 1972 la coopérative d’artistes qui sera au cœur du renouveau culturel ontarois et de la Révolution sereine. La coopérative est établie à Earlton. Ses membres comptent entre autres Marcel Aymar, Michael Gallagher, Pierre Germain, André Paiement, Robert Paquette, et Gaston Tremblay.
Les artistes de la coopérative sont la source de la création de plusieurs entités nouvelles franco-ontariennes dans différentes sphères culturelles, ainsi le Théâtre du Nouvel-Ontario, fondé en 1971, les Éditions Prise de parole, fondées en 1973, la Nuit sur l'étang, dont la première édition a lieu également en 1973, la Galerie du Nouvel-Ontario, et le groupe musical CANO, fondé en 1975 par André Paiement et dont le nom reprend l’acronyme de la Coopérative. Le groupe musical est aussi appelé CANO-Musique pour le distinguer de la coopérative, dont l’action est plus large.
La coopérative pose « l'artiste dans une perspective nouvelle d'enracinement à son milieu. (…) Le groupe prend le parti de parler des réalités quotidiennes qui les entouraient plutôt que d'exploiter la culture « classique » française ou québécoise. L’intensité du nouveau mouvement culturel francophone de Sudbury se produit comme pour pallier l’absence d’institutions typiquement franco-ontariennes après le recentrage de la nation et de la culture canadiennes-françaises sur le Québec . Par son style de contre-culture, son option de travailler en chapelle fermée, son manque de discipline et son goût net de scandaliser, la coopérative suscite des réactions hostiles. L'opposition vient surtout des milieux d'enseignement et des élites franco-ontariennes. De plus, le groupe ne réussit pas, malgré son ambition avouée, à rejoindre les classes populaires dont il voulait pourtant exprimer la condition (…). ».
Paradoxalement, le groupe s'inspire répertoire traditionnel français et québécois, notamment le conte et la chanson folklorique, pour s’exprimer, ce qui amène René Dionne à proposer que le mouvement se trouve plutôt en continuité de l’histoire culturelle antérieure plutôt qu’en rupture». Par ailleurs, pour certains, la production théâtrale de la Coopérative des artistes du Nouvel-Ontario, principalement d’André Paiement, que ce soit le drame ou la comédie, est symbolique du peuple franco-ontarien, « voué à la disparition et qui, en attendant, se replie désespérément sur lui-même. ». La nation constitue un thème central de la production culturelle de l’époque.